# Blue Lake (California)
Blue Lake (antiguamente, Scottsville) es una ciudad ubicada en el condado de Humboldt en el estado estadounidense de California. Según el censo de 2000 tenía una población de 1.135 habitantes y una densidad poblacional de 709.4 personas por km².

## Geografía
Blue Lake se encuentra ubicada en las coordenadas 40°52′58″N 123°59′2″O / 40.88278, -123.98389. Según la Oficina del Censo, la ciudad tiene un área total de 1.6 km² (0.6 sq mi), de la cual toda es tierra.

## Demografía
Los ingresos medios por hogar en la localidad eran de $32.500, y los ingresos medios por familia eran $37.500. Los hombres tenían unos ingresos medios de $35.924 frente a los $25.563 para las mujeres. La renta per cápita para la localidad era de $17.603. Alrededor del 6.3% de las familias y del 11.1% de la población estaban por debajo del umbral de pobreza.